# Monção (Brazylia)
Monção – miasto i gmina w Brazylii leżące w stanie Maranhão. Gmina zajmuje powierzchnię 1271,505 km². Według danych szacunkowych w 2016 roku miasto liczyło 32 884 mieszkańców. Usytuowane jest około 150 km na południowy zachód od stolicy stanu, miasta São Luís, oraz około 1600 km na północ od Brasílii, stolicy kraju. W pobliżu położone są jeziora Lagoa Jacareí oraz Lago Grajaú. 
W 2014 roku wśród mieszkańców gminy PKB per capita wynosił 4951,07 reais brazylijskich.